# Honselersdijk
Honselersdijk (52° 00′ N, 4° 14′ L) é uma cidade dos Países Baixos, na província de Holanda do Sul. Honselersdijk pertence ao município de Westland, e está situada 8 km a sudoeste de Haia.
The village of "Honselersdijk" has a population of around 5180 habitantes.
A área de Honselersdijk, que também inclui as partes periféricas da cidade, bem como a zona rural circundante, tem uma população estimada em 7460 habitantes.